# Dear (매드 솔 차일드의 음반)
Dear는 매드 솔 차일드의 싱글 앨범이자, 앨범 속 유일한 타이틀곡이기도 하다. 영화 《아저씨》의 OST곡이다.